# Boloria semicademis
Boloria semicademis är en fjärilsart som beskrevs av Barend J. Lempke 1956. Boloria semicademis ingår i släktet Boloria och familjen praktfjärilar. Inga underarter finns listade i Catalogue of Life.